# Sigma (Lied)
Sigma ist ein Lied des deutschen Rappers Kollegah aus dem Jahr 2024.

## Veröffentlichung
Am 14. Juni 2024 erschien Sigma ohne vorherige Ankündigung als digitaler Einzeltrack über Kollegahs Label Alpha Music Empire. Zudem erschien ein Musikvideo zum Song auf YouTube. Am Ende des Musikvideos wurde Kollegahs dreizehntes Soloalbum Still King angekündigt, dessen erste Singleauskopplung Sigma ist.

## Musik und Inhalt
Sigma wurde von Kollegah selbst verfasst und von den Musikproduzenten Johnny Illstrument und Phil Foreign produziert. Das Mastering erfolgte durch Volker Gebhardt.
Inhaltlich knüpft Sigma an Kollegahs 2014 veröffentlichtes Lied Alpha, das Intro des kommerziell erfolgreichsten Kollegah-Albums King, an. Bereits auf Alpha ließ Kollegah seine Karriere und sein Leben Revue passieren, auf Sigma greift er nun dieses Songkonzept wieder auf und beschreibt seinen Werdegang, dabei referenziert er auch das Vorgängerlied. So stellen beispielsweise die ersten vier Zeilen von Sigma eine adaptierte Version der Einstiegszeilen von Alpha dar.

## Musikvideo
Zu Sigma wurde am Veröffentlichungstag ein Musikvideo auf YouTube veröffentlicht. Es entstand unter der Regie von Art Davis.

## Rezeption
Das Online-Magazin Laut.de bewertete Sigma negativ. Kollegah lasse „aufgerüscht mit Eigenzitaten und einem Dutzend Wie-Vergleichen […] seinen Werdegang der letzten 19 Jahre Revue passieren“, was man von ihm „wirklich schon hundertmal gehört“ habe. Eine positivere Bewertung erhielt Sigma von Daniel Meis vom Titel-Kulturmagazin. Die Bezüge zu Alpha seien „künstlerisch rund umgesetzt“, Sigma sei „reifer, erwachsener, entspannter, versöhnender“ als der Vorgänger.

## Chartplatzierungen
Das Lied erreichte in der Woche nach der Veröffentlichung Position 58 in den deutschen Singlecharts. Zudem erreichte das Lied Platz 97 in der Schweizer Hitparade.
| ChartsChartplatzierungen | Höchstplatzierung | Wochen |
| ------------------------ | ----------------- | ------ |
| Deutschland (GfK)        | 58 (1 Wo.)        | 1      |
| Schweiz (IFPI)           | 97 (1 Wo.)        | 1      |